# Nedašovce
Nedašovce este o comună slovacă, aflată în districtul Bánovce nad Bebravou din regiunea Trenčín. Localitatea se află la altitudinea de 202 m deasupra n.m., se întinde pe o suprafață de 6,91 km2 și în 2017 număra 448 de locuitori.

## Istoric
Localitatea Nedašovce este atestată documentar din 1232.

## Demografie
| An:                | 1994 | 2004   | 2014   | 2024   |
| ------------------ | ---- | ------ | ------ | ------ |
| Număr de persoane: | 443  | 455    | 439    | 427    |
| Diferență:         |      | +2,70% | −3,51% | −2,73% |

| An:                | 2023 | 2024   |
| ------------------ | ---- | ------ |
| Număr de persoane: | 435  | 427    |
| Diferență:         |      | −1,83% |